# Каболка

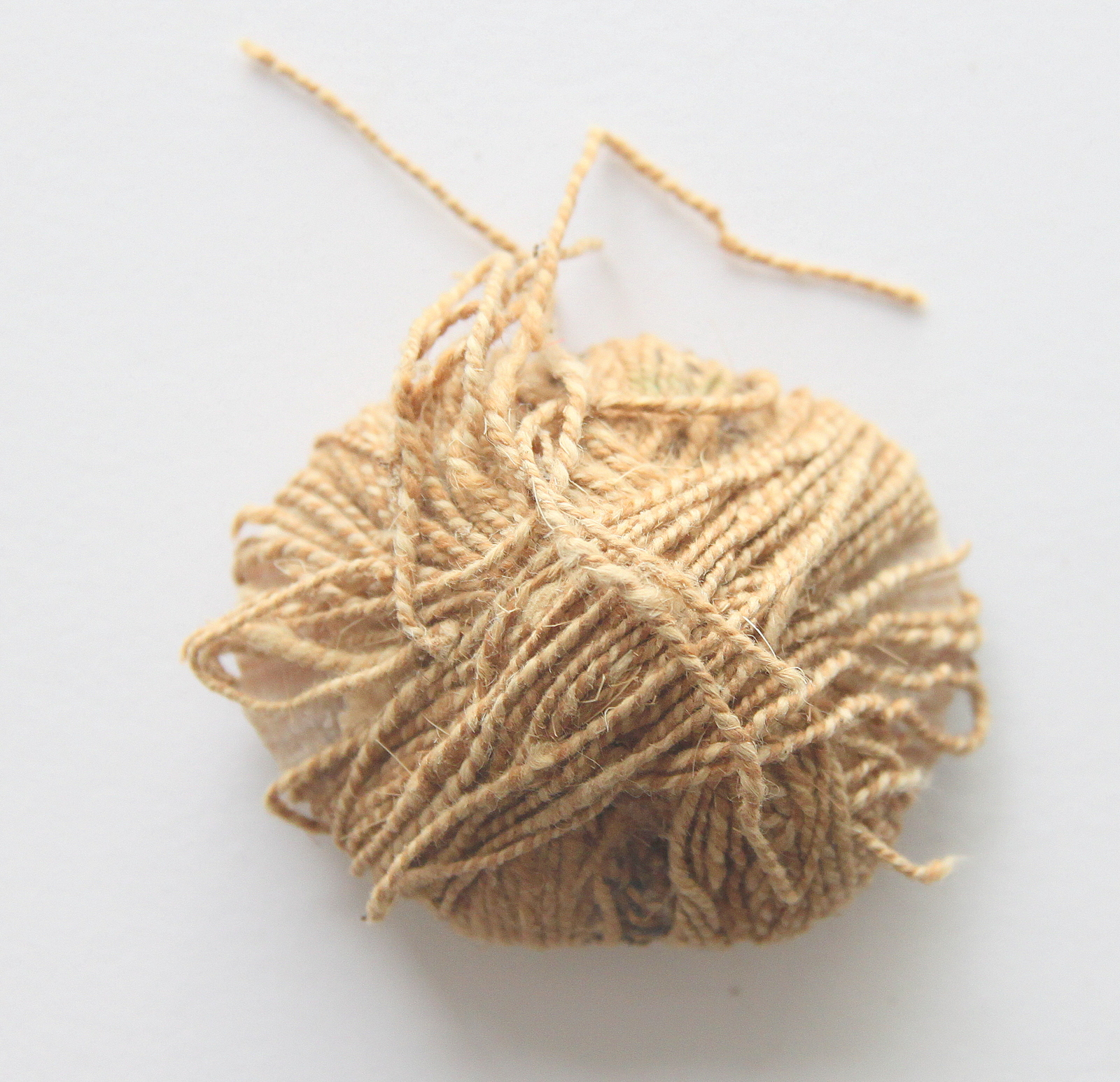
Волокна, свитые в каболки

Ка́болка (от нидерл. kabelgaren — «кабельная нить, нить для витья канатов») — нить, свитая из волокон пеньки, (или других волокнистых материалов), из которой вьют верёвки.
Используют при:
- изготовлении тросов для парусников[4];
- монтаже труб канализации; ремонте городских водопроводных сетей;
- конопатке нижних венцов срубов, так как обладает антисептическим действием;
- сборке срубов из бруса вместо пакли, набивая по кромкам бруса;
- конопатке деревянных судов.

Используемое сырьё — верёвка из льна, конопли, агавы или других растительных волокон (1-, 2-, 3-прядная).
Размер — диаметр 6—8 мм, 10—12 мм.
Пропиточные материалы — смоляно-битумные мастики, нефтяные битумы (БНИ-4, БНД), растворители, приготовленные по специальной технологии при повышенной температуре.
Плотность — 1,09 г/куб.см.
Массовая доля пропитки — 40%.
Разрывная нагрузка — не менее 27 кг.
Диаметры — 6—8 мм, 10—12 мм (наиболее используемые) и больше.